# Потураєв Валентин Микитович
Потураєв Валентин Микитович (нар. 18 січня 1922, Льговський повіт Курської губернії - 29 грудня 2003) — радянський, український учений механік. Автор досліджень в галузі динаміки  гірничих машин. Доктор технічних наук (1965), професор (1967). Академік АН УРСР, лауреат Державної премії УРСР (1975). Член ВКП (б) з 1943 року.

## Біографія
Валентин Микитович Потураєв народився 18 січня 1922 року в селі Густомої Курської області. Закінчив Дніпропетровський інститут інженерів залізничного транспорту у 1948 році. Брав участь у бойових діях під час Великої Вітчизняної війни. Дід українського політика Микити Руслановича Потураєва.

## Наукова діяльність
Закінчив механічний факультет Дніпропетровського інституту інженерів залізничного транспорту у 1948 році. У 1953—1974 роках працював у Дніпропетровському гірничому інституті, в 1971—1974 роках завідувач кафедри гірничих машин і комплексів, з червня 1972 року по квітень 1973 ректор цього ж інституту. У 1978—1985 роках голова Придніпровського наукового центру АН УРСР. Одночасно з 1967 року в Інституті геотехнічної механіки АН УРСР (1974—1975 — заступник директора інституту з наукової роботи, 1975—1992 — директор інституту,1992-2003- почесний директор інституту). Створив наукову школу в галузі механіки вібраційних машин для гірничо-металургійної промисловості. Зробив внесок у теорію, розробку методів розрахунку, конструювання вібраційних машин з лінійними і нелінійними пружними зв'язками.

## Нагороди
Нагороджений
- орден «За заслуги» ІІІ ступеня (2002).
- Лауреат премії ім. А. Н. Динника Президії АН УРСР (1981),
- премії  РМ СРСР (1987).

За значні заслуги в галузі підготовки фахівців і розвитку науки В. М. Потураєв нагороджений
- орденом «Жовтневої революції» і
- орденом «Знак Пошани», а за плідну наукову і науково-організаційну роботу для вугільної і гірничорудної промисловості — * почесним знаком «Шахтарська слава» І, ІІ і ІІІ ступеня.

У 1991 році академіку НАН України В. М. Потураєву присвоєне Почесне звання «Заслужений діяч науки і техніки України», а в 2002 році, його заслуги відзначені орденом «За заслуги» ІІІ ступеня. Має нагороди за участь у Великій Вітчизняній війні.